# Carpella semigrisea
Carpella semigrisea är en fjärilsart som beskrevs av Thierry-mieg 1892. Carpella semigrisea ingår i släktet Carpella och familjen mätare. Inga underarter finns listade i Catalogue of Life.